# سیارک ۷۴۵۹
سیارک ۷۴۵۹ (به انگلیسی: 7459 Gilbertofranco، نامگذاری:1984HR1) هفت هزار و چهارصد و پنجاه و نهمین سیارک کشف شده‌است که در ۲۸ آوریل ۱۹۸۴ کشف شد.
قدر مطلق سیارک برابر ۳۷.۱ است.